# Варфоломеєва Тетяна Вікторівна
Варфоломеєва Тетяна Вікторівна — завідувачка кафедри, ректор Академії адвокатури України, адвокат, доктор юридичних наук (1994), член-кореспондент Національної академії правових наук України (з 2002 р.). Член Вищої кваліфікаційної комісії адвокатури при Кабінеті Міністрів України (з 2008 р.).

## Біографія
Закінчила юридичний факультет Київського національного університету імені Тараса Шевченка у 1968 році.
У 1960–1968 рр. — завідувачка канцелярії, завідувачка криміналістичного музею Київського НДІ судових експертиз;
1968 р. — претензіоніст Укроптбакалеї;
1968–1975 рр. — старший лаборант, молодший науковий співробітник науково-дослідної лабораторії криміналістики юридичного факультету Київського державного університету ім. Т. Г. Шевченка;
1973 р. — захистила кандидатську дисертацію;
1974 р. — отримала диплом ІІІ Всесоюзного конкурсу робіт молодих вчених з суспільних наук;
1975–1976 рр. — працювала в Міністерстві юстиції УРСР;
з 1976 року по теперішній час — адвокат;
1976–1990 рр. — вчений секретар, директор Київського громадського науково-дослідного інституту судового захисту і підвищення кваліфікації адвокатів;
з 1990 року — директор науково-дослідного інституту адвокатури Спілки адвокатів України;
з 1990 р. — віце-президент, з 2001 р. — перший віце-президент, з 2006 р. — президент Спілки адвокатів України;
у 1995–1996 рр. — голова адвокатського об'єднання «Українська адвокатська корпорація».
З 1996 р. — професор, зав.кафедрою, ректор Інституту адвокатури при Київському державному університеті ім. Т. Г. Шевченка (з 12.2002 р. — Академія адвокатури України).
Член Вищої Ради юстиції (1998–2004).
Член Науково-консультативної ради при Верховному Суді України (1995–2007) і заступник голови кримінально-правової секції НКР (з 2003–2007), член Громадської колегії при Міністерстві юстиції України (2005), член Ради з координації реформи безоплатної правової допомоги (2006–2007).
Викладацька діяльність (за сумісництвом): доцент, професор кафедри правосуддя юридичного факультету Київського державного університету ім. Т. Г. Шевченка (1995–1998).
Професор Києво-Могилянської Академії (2003–2007).
Член спеціалізованої Вченої Ради Київського національного університету імені Тараса Шевченка (1996–1999, 2001–2004). Член і голова спеціалізованої вченої ради Академії адвокатури України (з 2004).
Голова районного товариства «Знання» (1975–1985);
науковий консультант Комісії Верховної Ради України;
У 1995-98 рр. — член Координаційної ради з питань судово-правової реформи при Президентові України;
член Науково-дорадчої ради при Міністерстві юстиції України (2000);
член наглядової ради Національної радіокомпанії (2004);
член Ради з юридичної освіти і науки — заступник керівника координаційного регіонального центру (2003–2005);
співзасновник громадських організацій «Асоціація процесуалістів України» (2003) та «Київський адвокатський клуб» (2003);
член Международной ассоциации содействия правосудию (МАСП) (2005);
брала участь у програмі ПРООН з розробки пропозицій Президенту України «Блакитна стрічка» (2004–2005);
голова редакційної колегії журналу «Адвокат» (з 1996);
член редколегії журналу «Вісник Академії адвокатури України» (з 2004), журналів «Юридична Україна», «Законодавство України. Науково-практичні коментарі», Всеукраїнського журналу «Человек и закон», член редакційної колегії серії «Адвокатура України», голова редакційної колегії багатотомного видання «Бібліотека адвоката», голова редакційної колегії наукового дослідження і видання «Золоті сторінки історії адвокатури України», член комісії зі створення Музею адвокатури України.
Президент Спілки адвокатів України (з 2006 по 2011).
Член Правління Української фундації правової допомоги (з 2011).
Член комісії з попередження катувань при Президентові України (з 2011), Член робочої групи з питань реформування прокуратури та адвокатури (2011).

## Нагороди
Заслужений юрист України (1995 р.), кавалер ордену Княгині Ольги ІІІ ступеня (1999 р.), нагороджена Почесною грамотою Верховної Ради України (2003 р.), найвищою відзнакою адвокатури — нагрудний знак «Видатний адвокат України» — «за тривалу бездоганну і високопрофесійну роботу в сфері надання правової допомоги, здійснення захисту та представництва, видатні особисті заслуги у громадській діяльності по розвитку адвокатури України та підвищенню її престижу у суспільстві» (2011).

## Наукові роботи
Автор понад 180 наукових робіт, зокрема:
- «Производные вещественные доказательства».-М.: Юрид. лит-ра, 1980;
- «Криминалистика и профессиональная деятельность защитника».-К.: Вища школа, 1987;
- «Защита в уголовном судопроизводстве. К.,1998; Жертвы репрессий».- К., 1993;
- «Історія адвокатури України». — К.: СДМ-студіо, 2002;
- Науково-практичний коментар до Закону України «Про адвокатуру». Законодавство про адвокатуру і адвокатську діяльність. — К.: Юрінком Інтер, 2003;
- Юридичні терміни. Тлумачний словник. — К.: Либідь, 2003;
- Правознавство. Навчальний посібник. Друге видання.- К.: Знання-Прес, 2004;
- «Експертизи у судовій практиці».- К.: Юрінком Інтер, 2004;
- Кримінально-процесуальний кодекс України. Науково-практичний коментар. Юрисконсульт КНТ, 2008 та ін.